# Dona (singolo)
Dona (Donna; in macedone Дона?) è un singolo della cantante macedone Kaliopi, presentato con il relativo videoclip il 7 marzo 2016 e messo in commercio il 21 marzo su etichetta discografica Kaliopi Music Production. Il brano è stato scritto interamente in lingua macedone da Kaliopi ed è stato composto e prodotto da Romeo Grill.
Il 24 novembre 2015 l'ente radiotelevisivo macedone Makedonska Radio Televizija ha reso noto che, in seguito al successo di Kaliopi all'Eurovision Song Contest 2016 con Crno i belo, la cantante avrebbe rappresentato nuovamente la Macedonia all'Eurovision Song Contest 2016. Il titolo della canzone, Dona, è stato reso noto il 18 febbraio 2016; il brano è stato presentato durante un programma a lei dedicato trasmesso sulla televisione macedone il 7 marzo, intitolato Kaliopi za Makedonija.
Per promuovere la sua canzone Kaliopi si è esibita ad Amsterdam il 9 aprile 2016 durante l'evento Eurovision in Concert. All'Eurovision Kaliopi ha cantato Dona per ottava nella seconda semifinale, che si è tenuta il 12 maggio a Stoccolma, ma non si è qualificata per la finale del 14 maggio.

## Tracce
Download digitale
1. Dona – 3:00